# Querco-Fagetea
 Der er for få eller ingen kildehenvisninger i denne artikel, hvilket er et problem. Du kan hjælpe ved at angive troværdige kilder til de påstande, som fremføres i artiklen.

Querco-Fagetea er den plantesociologiske klasse, som omfatter næsten alle europæiske løvskove og krat. Klassen opdeles i følgende plantesociologiske ordener:
- Klasse: Querco-Fagetea (Ege-bøge blandingsskove med tilhørende krat)
  - Orden: Quercetalia robori-petraeae (Egeblandingsskove)
    - Forbund: Betulo-Quercetum, (Birke-egeskove på tør, næringsfattig sandjord)
    - Forbund: Hieracio-Quercetum petraeae (Høgeurt-vinteregeskove på tør, stenet bund)
    - Forbund: Genisto tinctoriae-Quercetum petraeae (Farve-Visse – vinteregeskove)
      - Gruppe: Genisto-Quercenion petraeae

    - Forbund:' 'Quercion robori-petraeae
      - Gruppe: Quercenion robori-petraeae
      - Gruppe: Ilici-Fagenion

  - Orden: Quercetalia pubescenti-petraeae (Skove med Dun-Eg og egesteppeskove)
    - Forbund: Quercion pubescenti
      - Samfund: Aceri monspessulani-Quercetum petraeae (Skove med Fransk Løn og Vinter-Eg)
      - Samfund: Quercetum pubescenti-petraeae (Skove med Dun-Eg og Vinter-Eg)

    - Forbund: Orno-Ostryon
    - Forbund: Potentillo albae-Quercion petraeae
      - Samfund: Potentillo albae-Quercetum petraeae (Tørre skove med Hvid Potentil og Vinter-Eg)

  - Orden: Fagetalia sylvaticae
    - Forbund: Fagion
      - Gruppe: Luzulo-Fagenion
        - Samfund: Luzulo-Fagetum (Frytle-bøgeskove på sur bund)
        - Samfund: Deschampsio flexuosae-Fagetum (Bøgeskove med Bølget Bunke)
        - Samfund: Lonicero periclymeni-Fagetum (Blandingsskove med Eg og Bøg på fugtig, svagt sur bund)
        - Samfund: Milio-Fagetum (Bøgeskove med Flitteraks på sur bund)

      - Gruppe: Galio odorati-Fagenion
        - Samfund: Galio odorati-Fagetum (Bøgeskove med Skovmærke på gennemsnitlig bund)
        - Samfund: Hordelymo-Fagetum (Bøgeskove med Skov-Byg på nærings- og kalkrig bund)
        - Samfund: Carici-Fagetum (Bøgeskove med Star på veldrænet, kalkrig bund)

      - Gruppe: Cephalanthero-Fagenion
      - Gruppe: Aceri-Fagenion
      - Gruppe: Lonicero alpigenae-Fagenion

    - Forbund: Galio rotundifolii-Abietion
      - Gruppe: Dentario glandulosae-Fagenion

    - Forbund: Carpinion betuli
      -         - Samfund: Stellario-Carpinetum (Fladstjerne-avnbøgeskove på fugtig, næringsrig, men kalkfattig bund)
        - Samfund: Galio-Carpinetum (Skov-Snerre - ege-avnbøgeskove på tyndmuldede, vintervåde jorde)

    - Forbund: Alno-Ulmion
    - Forbund: Tilio-Acerion pseudoplatani
      -         - Samfund: Fraxino-Aceretum pseudoplatani (Aske-ahornskove på ur med høj luftfugtighed)
        - Samfund:  Aceri-Tilietum platyphylli (Spids-Løn - lindeskove på ur i bjergene)

      - Gruppe: Clematido-Corylenion
      - Gruppe: Avenello-Acerenion pseudoplatani

    - Forbund: Tilenion platyphylli
      - Gruppe: Lunario-Acerenion pseudoplatani

  - Orden: Prunetalia spinosae
    - Forbund: Prunion spinosae
    - Forbund: Pruno-Rubion
      - Gruppe: Pruno-Rubenion sprengelii
      - Gruppe: Pruno-Rubenion radulae

    - Forbund: Berberidion vulgaris
    - Forbund: Prunion fruticosae